# バトルガンM‐16
『バトルガンM‐16』（Death Wish 4: The Crackdown）は、1987年公開のアメリカ合衆国の映画作品。『狼よさらば』『ロサンゼルス』『スーパー・マグナム』からの続編で本作から『狼よさらば 地獄のリベンジャー』に続くDeath Wishシリーズ全五作の四作目にあたる。主演はチャールズ・ブロンソン、監督は『ナヴァロンの要塞』のJ・リー・トンプソン。音楽はブロンソンの妻であるジル・アイアランドと前夫デヴィッド・マッカラム間の息子のポール・マッカラムとヴァレンタン・マッカラムが担当した。

## ストーリー
設計士ポール・カージーは、犯罪によって大切な人々を失い、犯罪者を自らの手で処刑する自警団となった過去を持つ男。
新たな恋人の娘が麻薬で命を落としたため、カージーは再び自警団となって麻薬の売人相手に復讐を遂げる。それを知った新聞社主からロサンゼルスにおける二大麻薬組織の壊滅を依頼された彼は巧みに対立を煽って両組織を共倒れに追い込む。だが、その一件には裏があり、彼は執拗に命を狙われ、恋人は拉致されてしまう。
カージーはM203 グレネードランチャーを装着したM16自動小銃を手に黒幕への逆襲に転じる。

## キャスト
| 役名                 | 俳優                     | 日本語吹替                                                         |
| 役名                 | 俳優                     | テレビ朝日版 （吹替補完版）                                        |
| -------------------- | ------------------------ | ------------------------------------------------------------------ |
| ポール・カージー     | チャールズ・ブロンソン   | 大塚周夫                                                           |
| カレン・シェルドン   | ケイ・レンツ             | 鈴木弘子                                                           |
| ネイサン・ホワイト   | ジョン・P・ライアン      | 納谷悟朗                                                           |
| エド・ザカライアス   | ペリー・ロペス           | 坂口芳貞                                                           |
| ライナー             | ジョージ・ディッカーソン | 阪脩 （稲葉実）                                                    |
| ノザキ刑事           | スーン＝テック・オー     | 千田光男                                                           |
| エリカ               | ダナ・バロン             | 渕崎ゆり子                                                         |
| ランディ             | ジェシー・ダブソン       | 松本保典                                                           |
| フランコ             | ピーター・シェレイコ     | 広瀬正志                                                           |
| ダニー・モレノ       | マイケル・D・ルッソ      | 幹本雄之                                                           |
| アート・サネラ       | ダニー・トレホ           | 稲葉実                                                             |
| ジャック・ロメロ     | マイク・モロフ           | 藤本譲                                                             |
| トニー               | ダン・フェッロ           | 大塚芳忠                                                           |
| マックス・グリーン   | トム・エベレット         | 伊藤和晃                                                           |
| フランク・ボブズ     | デビッド・フォンテノ     | 石塚運昇                                                           |
| ジェシー             | ティム・ラス             | 谷口節                                                             |
| ジョジョ・ロス       | ヘクター・メルカド       | 秋元羊介                                                           |
| パンク               | マーク・ペルグリノ       | 大塚芳忠                                                           |
| ローゼンブラット医師 | ブルース・ヘンセル       | 田原アルノ                                                         |
| その他               | N/A                      | 西村知道 滝沢久美子 叶木翔子 色川京子 峰恵研 吹替補完部分 落合弘治 |

- テレビ朝日版：初回放送1991年10月27日『日曜洋画劇場』
- 吹替補完版：2021年3月17日にWOWOWにて放送[2]。

## 日本語版スタッフ
- 演出 - 水本完
- 翻訳（字幕）- 額田やえ子
- 翻訳（吹替）- 平田勝茂
- 調整 - 金谷和美
- 効果 - 南部満治、大橋勝次、河合直
- 制作 - ザック・プロモーション